# Celso Cepeda
El general Celso Cepeda fue un militar mexicano que participó en la Revolución mexicana. Alcanzó el grado de General conferido por Emiliano Zapata, operando en los estados de Oaxaca, Puebla y Tlaxcala. Primero luchando contra Porfirio Díaz, a la escisión revolucionaria se une a Zapata siendo fiel a la causa suriana combatiendo así a Francisco I. Madero, quién envió al General Victoriano Huerta para terminar la rebelión. A la muerte de Francisco I. Madero en la Decena Trágica, decide combatir a Victoriano Huerta y al triunfo de Carranza desconoce al mismo, licenciándose hasta la victoria del Plan de Agua Prieta en 1920 e ingresando al Ejército Mexicano, después de haber estado en una corta campaña felicista. Durante la XXIX Legislatura fue culpado por el Partido Liberal Independiente de ejercer presión sobre juntas computadoras de votos, que según los miembros del partido amagaban para extender credenciales en favor de candidatos laristas. 